# Тарвасйокі
Тарвасйокі (фін. Tarvasjoki) — колишня громада в провінції Південно-Західна Фінляндія, губернія Західна Фінляндія, Фінляндія. Загальна площа території — 102,41 км, з яких 0,45 км² — вода.
12 червня 2014 року уряд на основі Закону про муніципальну структуру 2013 року прийняв рішення про об'єднання Тарвасйокі з сусіднім муніципалітетом Ліето.

## Демографія
На 31 січня 2011 в громаді Тарвасйокі проживало 1946 осіб: 961 чоловіків і 985 жінок. На 30 листопада 2014 року тут проживало 1959 людей.
Фінська мова є рідною для 98,71 % жителів, шведська — для 0,41 %. Інші мови є рідними для 0,87 % жителів громади.
Віковий склад населення:
- до 14 років — 20,61 %
- від 15 до 64 років — 61,31 %
- від 65 років — 18,04 %

Зміна чисельності населення за роками:
| Рік  | Чисельність |
| ---- | ----------- |
| 1980 | 1683        |
| 1990 | 1839        |
| 2000 | 1921        |
| 2010 | 1945        |
| 2011 | 1946        |
| 2014 | 1959        |

## Назва
Частина назви «йокі» (фін. joki) означає «річка». Частина назви «Тарвас» (фін. Tarvas) стосувалася диких тварин, на яких полювали, наприклад турів і косуль.